# Schollbrunn
Schollbrunn är en kommun och ort i Landkreis Main-Spessart i Regierungsbezirk Unterfranken i förbundslandet Bayern i Tyskland.
Kommunen ingår i kommunalförbundet Kreuzwertheim tillsammans med köpingen Kreuzwertheim och kommunen Hasloch.